# Vice-royauté du Río de la Plata
1776–1810/1816
Entités précédentes :
- Vice-royauté du Pérou

Entités suivantes :
- Provinces-Unies du Río de la Plata
- Paraguay

La vice-royauté du Río de la Plata est une subdivision de l'empire colonial espagnol créée en 1776 par le roi Charles III sur le territoire de la vice-royauté du Pérou, dans le but d'améliorer la défense des territoires du sud de l'Amérique latine face à l'expansion des Portugais à partir de leur colonie du Brésil. 
Elle est issue du gouvernorat du Río de la Plata, créé en 1617 par le roi Philippe III.

## Contexte: les empires espagnol et portugais en Amérique du Sud (1500-1640)
Après la découverte des îles Caraïbes par Christophe Colomb en 1492 et le début de la colonisation d'Hispaniola en 1493, le traité de Tordesillas de 1494 délimite les zones d'exclusivité du royaume de Castille (associé au royaume d'Aragon) d'une part, du royaume de Portugal d'autre part, à l'ouest et à l'est d'un méridien situé, selon l'actuel système de coordonnées à 46° 50' Ouest (il passe entre les villes brésiliennes actuelles  de São Paulo et de Brasilia).
Les Espagnols conquièrent l'Empire aztèque en 1521, puis l'Empire inca en 1532. Le roi d'Espagne Charles Quint crée la vice-royauté de Nouvelle-Espagne (Mexico) en 1535 et la vice-royauté du Pérou (Lima) en 1542. 
Sur la côte est du continent sud-américain, l'implantation espagnole se limite au sud du Río de la Plata avec la fondation de Buenos Aires en 1536, tandis que les Portugais s'installent plus fortement à l'est du méridien de Tordesillas sur les côtes du Brésil, découvertes en 1500, fondant successivement Recife (1535), Salvador (1549), São Paulo (1555) et Rio de Janeiro (1565).
En 1580, le roi d'Espagne Philippe II devient roi de Portugal, ce qui suspend les hostilités entre les deux pays. En 1617, son successeur Philippe III crée le gouvernorat du Río de la Plata (gobernación del Río de la Plata).
Les hostilités reprennent entre l'Espagne et le Portugal à partir de 1640, à une époque où la référence au méridien de Tordesillas est devenue obsolète, étant donné qu'interviennent désormais dans le Nouveau Monde d'autres puissances : l'Angleterre, la France et les Provinces-Unies, république fondée en 1581 au détriment du roi d'Espagne.

## Période du gouvernorat du Río de la Plata (1617-1776)
En 1654, les Portugais poursuivant vers le sud fondent Curitiba, au sud-ouest de Sao Paulo. 
En 1680, ils s'implantent même sur le Río de la Plata, en fondant Colonia do Sacramento, face à Buenos Aires, donc un avant-poste très éloigné de leurs possessions brésiliennes. 
En 1726, les Espagnols fondent Montevideo au nord du Río de la Plata et à l'est de Colonia.
En 1750, l'Espagne et le Portugal signent le traité de Madrid, qui redéfinit les limites entre empire espagnol et empire portugais en Amérique du Sud.

## Transformation du gouvernorat en vice-royauté (1776)

### Motifs de Charles III
En 1775, Buenos Aires dépend toujours de la vice-royauté du Pérou. Cette vice-royauté, dont la capitale est Lima, couvre la quasi totalité de l'Amérique du Sud espagnole. 
Elle a donc une extension énorme et les communications, notamment à travers la Cordillère des Andes, y sont  extrêmement lentes. Si des évènements graves se passaient en région platéenne, il fallait des semaines pour que le vice-roi de Lima en soit averti et puisse y réagir. Par contre Buenos Aires était entourée de vastes plaines qui favorisaient grandement la rapidité des courriers.
Le roi Charles prend donc une décision rationnelle en regroupant dans une même entité toutes les régions de l'empire situées dans le bassin du Paraná. Le fait d'avoir laissé le Chili au sein de l'administration de Lima procédait de la même logique, car les communications avec le Pérou, le long des côtes de l'océan Pacifique, y étaient rapides, bien plus rapides qu'avec la pampa voisine dont le Chili était coupé par la Cordillère. À cela s'ajoutait le problème de la neige qui bloquait les cols en hiver.
C'est d'autant plus justifié que Buenos Aires est devenue une ville commerciale, contrôlant le Río de la Plata comme voie d'entrée dans le continent et l'organisation de la défense des ports de Buenos Aires et de Montevideo

Subdivisions de la vice-royauté du Río de la Plata en 1783

D'autres motifs contribuent à convaincre Charles III de décider cette séparation d'avec le Pérou:
- l'avancée et la montée en puissance des Anglais (Britanniques à partir de 1701), alliés du Portugal ;
- les expéditions agressives de plus en plus fréquentes des Anglais et des Français sur les côtes de Patagonie, et leur désir de s'approprier ces régions (les Malouines par exemple).

### Modalités de création de la vice-royauté
Pedro de Cevallos fut chargé par la couronne de la création de la vice-royauté du Río de la Plata, ayant son siège à Buenos Aires, ce pourquoi il reçut la cédule royale à San Ildefonso le 1er août 1776. On l'envoyait pour obtenir satisfaction des Portugais « pour les insultes commises dans le Río de la Plata ». 

## La vice-royauté du Río de la Plata

### Territoires
La vice-royauté comprenait les territoires qui appartiennent aujourd'hui à l'Argentine, l'Uruguay, le Paraguay, la Bolivie (Haut-Pérou), et partiellement au Chili et au sud du Brésil.

### Histoire
Le premier acte du vice-roi est l'attaque de Colonia del Sacramento.
Une grande partie du territoire de la vice-royauté reste insoumise jusqu'à la seconde moitié du XIXe siècle, ainsi que le montre la carte suivante :

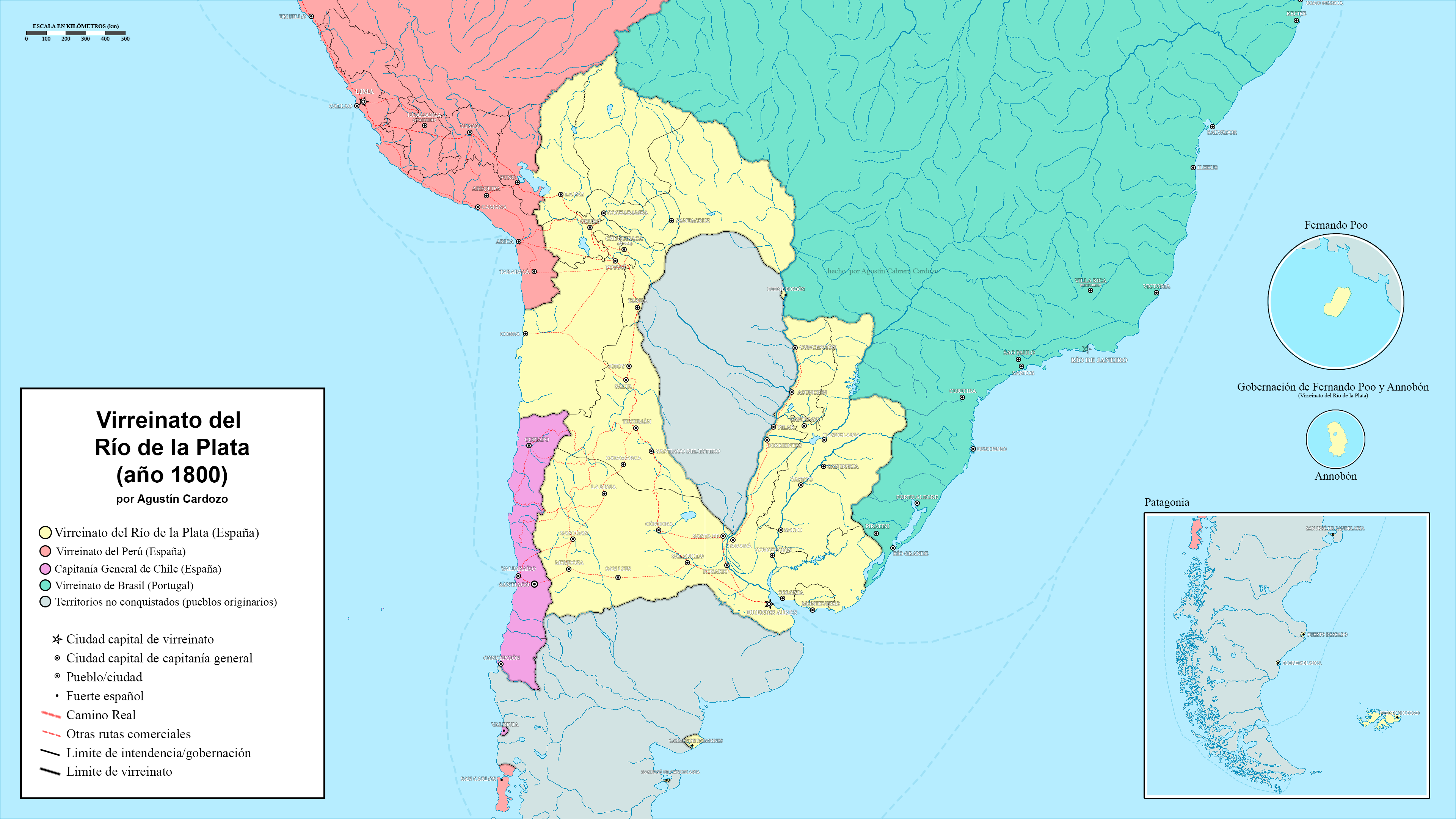
Carte de la vice-royauté du Río de la Plata.

### Liste des vice-rois
| Vice-roi                          | Période                            | Portrait |
| --------------------------------- | ---------------------------------- | -------- |
| Pedro de Cevallos                 | 15 octobre 1777 – 12 juin 1778     |          |
| Juan José de Vértiz y Salcedo     | 12 juin 1778 – 7 mars 1784         |          |
| Nicolás del Campo (es)            | 7 mars 1784 – 4 décembre 1789      |          |
| Nicolás Antonio de Arredondo (es) | 4 décembre 1789 – 16 mars 1795     |          |
| Pedro Melo de Portugal (es)       | 16 mars 1795 – 15 avril 1797       |          |
| Antonio de Olaguer y Feliú        | 2 mai 1797 – 14 mai 1799           |          |
| Gabriel de Avilés y del Fierro    | 14 mai 1799 – 20 mai 1801          |          |
| Joaquín del Pino (es)             | 20 mai 1801 – 11 avril 1804        |          |
| Rafael de Sobremonte              | 23 avril 1804 – 10 février 1807    |          |
| Jacques de Liniers                | 10 février 1807 – 30 juin 1809     |          |
| Baltasar Hidalgo de Cisneros      | 30 juin 1809 – 25 mai 1810         |          |
| Francisco Javier de Elío          | 12 janvier 1811 – 18 novembre 1811 |          |

Francisco Javier de Elío essaya d'être reconnu par les autorités municipales de Buenos Aires, qui refusèrent son autorité. Il s'installa donc à Montevideo.

### Organisation administrative

#### Intendances
1. de la Paz
2. de Cochabamba
3. de Chuquisaca ou Charcas
4. de Potosí
5. du Paraguay
6. de Buenos Aires
7. de Córdoba del Tucumán
8. de Salta del Tucumán

#### Gouvernements
1. de Moxos (département bolivien de Beni actuel)
2. de Chiquitos (département bolivien de Santa Cruz actuel, plus Chaco paraguayen et province argentine de Formosa actuels)
3. de Montevideo ou de la Banda Oriental
4. des Misiones